# Massimo Brunelli
Massimo Brunelli (Milà, 27 de juliol de 1971) va ser un ciclista amateur italià. Va destacar en la pista on va aconseguir el Campionat del món de persecució per equips de 1985 o un quart lloc, a la mateixa prova, als Jocs Olímpics de Los Angeles.

## Palmarès en pista
- 1983
  -  Campió d'Itàlia amateur en Persecució per equips
- 1984
  -  Campió d'Itàlia amateur en Persecució per equips
- 1985
  -  1r al Campionat del Món en pista de la prova de Persecució per equips (amb Silvio Martinello, Gianpaolo Grisandi i Roberto Amadio)
- 1986
  -  Campió d'Itàlia amateur en Persecució per equips
- 1987
  -  Campió d'Itàlia amateur en Persecució per equips
  -  Campió d'Itàlia amateur en Puntuació

## Palmarès en carretera
- 1985
  - Vencedor d'una etapa del Cinturó a Mallorca
- 1987
  - 1r del Gran Premi Somma
- 1988
  - 1r de la Coppa Caduti Nervianesi
  - Vencedor d'una etapa de l'Olympia's Tour